# La porta dell'infinito
La porta dell'infinito (Gateway) è un romanzo di fantascienza di Frederik Pohl pubblicato nel 1977.
L'opera ha vinto i maggiori premi riservati a questo genere letterario: il Premio Hugo, il Premio Nebula, il Premio Campbell e il Premio Locus.
La vicenda viene narrata in prima persona dal protagonista, Robinette Broadhead, alternando capitoli di dialogo con il suo programma di psicoanalisi (Sigfrid) a capitoli in cui viene ripercorsa la storia principale. I due temi convergono nell'epilogo. Un terzo elemento narrativo è costituito da inserti in forma di poesie, annunci pubblicitari, lettere all'editore, rapporti, che l'autore ha inserito nel romanzo per arricchire l'ambientazione e riflettere differenti prospettive rispetto a quella del protagonista.

## Storia editoriale
Il romanzo, primo della serie dedicata agli alieni Heechee, già comparsi nel racconto I mercanti di Venere (The Merchants of Venus, 1972) è stato pubblicato a puntate dal novembre 1976 al marzo 1977 sulla rivista Galaxy, ripubblicato in volume dalla St. Martin's Press nel 1977.
L'opera ha vinto il Premio Hugo per il miglior romanzo, il Premio Nebula per il miglior romanzo, il Premio John Wood Campbell Memorial, il Premio Locus per il miglior romanzo di fantascienza e il Premio Apollo.
Il romanzo è considerato dall'Autore e dalla critica la sua migliore opera. La particolare tecnica narrativa adottata, con stralci di interviste, rapporti, pubblicità inseriti nel romanzo, sono un tentativo di Pohl di ampliare il mondo fittizio da lui creato, un modo per fornire al lettore informazioni che dessero maggiore spessore all'ambientazione ma che, al contempo, non rallentassero il ritmo della narrazione. Pohl ha dichiarato che la tecnica giornalistica adottata era già stata parzialmente utilizzata dallo scrittore John Dos Passos nel 1919, da John Brunner nel romanzo Tutti a Zanzibar e da lui stesso nel romanzo L'anno del Presidente scritto con Cyril Kornbluth nel 1956.
Il romanzo è stato tradotto in italiano da Roberta Rambelli e pubblicato da Editrice Nord nel 1979.

## Trama
(Frederik Pohl, La porta dell'infinito)
Gateway (che è anche il titolo in inglese del romanzo) è un asteroide cavo, costruito come spazioporto dagli Heechee, una razza aliena da lungo tempo scomparsa, scoperto per caso da un minatore di Venere che, armeggiando coi comandi di una nave ritrovata nel sottosuolo del pianeta, attiva il meccanismo automatico di ritorno alla base. Incapace di ritornare su Venere, l'esploratore riesce comunque a segnalare la posizione di Gateway.
Quando giungono i soccorritori, scoprono che l'asteroide contiene un tesoro: un migliaio di piccole astronavi abbandonate. Molte funzionano ancora, ma usarle è pericoloso: nessuno ne capisce la tecnologia e non possono essere sottoposte a ingegneria inversa per scoprirne il funzionamento. I controlli per selezionare una destinazione sono identificati per tentativi, ma nessuno sa dove una nuova impostazione porterà i passeggeri o quanto durerà il viaggio né se l'energia sarà sufficiente per il ritorno. Una volta definita, la destinazione non può essere cambiata durante il volo senza fatali conseguenze. La maggioranza delle navi porta a luoghi inutili, altre alla morte, ma alcune conducono ad artefatti Heechee, pianeti abitabili o altri luoghi che possono arricchire i fortunati "cercatori". Le navi, impostate per tornare automaticamente su Gateway, hanno tre dimensioni standard e, a seconda della capienza di passeggeri, il loro modello viene chiamato "Uno", "Tre" e "Cinque". Alcune "Cinque" sono corazzate ma, proprio poiché più robuste, le loro rotte pre-impostate dagli Heechee portano verso zone dello Spazio pericolose e spesso letali per l'equipaggio. Dopo aver aggiunto l'equipaggiamento essenziale, inclusa una scorta di provviste, una, tre o cinque persone possono salire a bordo. Ogni nave ha un modulo di atterraggio, per visitare un eventuale pianeta.
Il protagonista, Robinette "Bob" Broadhead, è un minatore che ha vinto a una lotteria; il premio non è sufficiente a vivere di rendita, ma basta per abbandonare la Terra, ormai sovraffollata e contaminata, con un biglietto di sola andata per Gateway. Una volta arrivato, divenuto conscio dei pericoli che i viaggi comportano, pospone il più possibile la sua missione, finché i soldi cominciano a scarseggiare. Terrorizzato, compie tre viaggi. Il primo è inutile. Il parziale successo del secondo è compensato negativamente dal fatto che un suo avventato comportamento porta alla distruzione dell'astronave. Al terzo viaggio, la società che gestisce Gateway, credendo di aver compreso il meccanismo di impostazione delle rotte delle astronavi, vuole tentare qualcosa di nuovo: inviare due navi da cinque, una leggermente dietro all'altra, alla stessa destinazione. Bob decide di partecipare, insieme a Gelle-Klara Moynlin, una donna che ha conosciuto a Gateway e di cui è innamorato e con la quale si è da poco rappacificato dopo un violento litigio. A fine viaggio, scoprono con orrore di essere giunti in prossimità dell'orizzonte degli eventi di un buco nero, senza energia per fuggire dalla sua morsa gravitazionale.
Con un piano disperato, collegando le due navi e stringendosi in una soltanto, facendo esplodere i moduli di atterraggio collegati, si può spingere una nave verso il buco nero per far raggiungere all'altra la velocità di fuga. Mentre lavora freneticamente per trasferire l'attrezzatura, Bob si ritrova da solo nella nave sbagliata quando scade il tempo. Nella concitazione del momento è la nave di Bob quella che vien lanciata lontano dal buco nero, lasciando gli altri nell'orbita del buco nero.
Bob ritorna a Gateway e diviene molto ricco, anche perché riceve l'intero premio destinato al gruppo. Angosciato dal senso di colpa per aver abbandonato i compagni, specialmente Klara, ritorna sulla Terra, e si trasferisce a vivere a New York, riparata dalla contaminazione ambientale da una gigantesca cupola. Entra in psicoterapia con il programma di intelligenza artificiale che lui chiama con il nome di "Sigfrid Von Shrink". Solo dopo aver ripercorso tutta la vicenda, Bob affronta la vera origine della sua sofferenza: per la dilatazione temporale dovuta alla singolarità gravitazionale del buco nero, i suoi compagni sono ancora vivi poiché per loro il tempo si è fermato. Il pensiero con cui Bob deve imparare a convivere è che, mentre lui continua la sua vita sulla Terra, Klara rimarrà bloccata per sempre ad un unico momento: quello nel quale lui l'ha abbandonata, lasciandola in eterno con il dubbio che la loro prigionia nel buco nero, dovuta all'errato lancio delle astronavi, non sia stato un errore di Bob, ma un suo atto di viltà e di egoismo.

## Personaggi
Robinette "Bob" BroadheadL'antieroe protagonista del romanzo. Sedici anni prima aveva lasciato la Terra, dove lavorava in una "miniera alimentare" con limitate aspettative di vita, per trovare fortuna su Gateway. I soldi per il costoso viaggio provenivano da una vincita alla lotteria. Tuttavia sul satellite Bob trascorre il tempo in ristrettezze economiche cercando di trovare il coraggio di partire per i pericolosi viaggi verso destinazioni ignote sulle astronavi aliene.
Gelle-Klara MoynlinIstruttrice dei nuovi arrivati su Gateway. Quando conosce Bob ha effettuato due viaggi nello Spazio come "cercatrice" e ha accumulato discreti guadagni. Lei e Bob si innamoreranno, trascorreranno parecchi mesi e faranno un viaggio insieme, prima di un furioso e violento litigio che li allontanerà l'una dall'altro. Riavvicinatisi, effettueranno un ultimo viaggio insieme nel quale Klara rimarrà prigioniera di un buco nero.
Sigfrid Von ShrinkIl soprannome che Bob ha assegnato all'intelligenza artificiale con funzioni di psicoanalista che lo ha in cura a New York e a cui racconta le vicende accadute su Gateway e la sua storia con Klara.
Shicky BakinUn "cercatore" rimasto mutilato delle gambe in uno dei tanti viaggi effettuati. Pur volendo ripartire ancora non gli è permesso e lavora come factotum su Gateway.
Sheri LoffatUna cercatrice spaziale, arrivata su Gateway con Bob, manterrà con lui una stretta amicizia fino a quando, arricchitasi con il premio ottenuto per le scoperte fatte durante una missione di cui lei è stata l'unica superstite, seppure gravenmente ferita, ritornerà sulla Terra.
Francy HereiraUn militare brasiliano di stanza su di un incrociatore a protezione del satellite Gateway. Molto amico di Bob.
Sylvester MacklenLeggendario minatore di Venere. Dopo aver trovato nelle gallerie del pianeta un'astronave Heechee intatta, riuscì a portarla in superficie e a partire su di essa. Arrivato sull'asteroide "Gateway" riuscì a segnalare la sua presenza sul corpo celeste facendo esplodere l'astronave. Senza sostentamento e nella consapevolezza che i soccorsi non sarebbero giunti in tempo, si tolse la vita. Grazie alla sua scoperta, si aprì ai terrestri la via per le stelle, poiché Gateway risultò essere uno spazioporto alieno, un Hub spaziale pieno di un migliaio di astronavi intatte.
Dane MetchnikovCercatore e guida di Bob nei suoi primi giorni di soggiorno su Gateway. Avrà rapporti sessuali con Klara e con lo stesso Bob.
Louise ForehandMadre di Willa e Lois e moglie di Sess, ha seguito la sua famiglia su Gateway abbandonando la Terra. Ha guadagnato i soldi necessari per il viaggi vendendo tutti i beni della famiglia, prostituendosi e vendendo gli organi del figlio Hat, malato terminale di tumore al cervello che si è sacrificato per il bene dei parenti, altrimenti destinati alla morte sulla Terra contaminata.
Sess ForehandIl marito di Louise.
Willa ForehandFiglia di Louise e di Sess, partita in esplorazione con un'astronave Heechee, non ritorna alla base e viene dichiarata morta.

## Edizioni
- (EN) Frederik Pohl, Gateway, 1ª ed., St. Martin's Press, 1977,  p. 313, ISBN 0-312-31780-8.
- Frederik Pohl, La porta dell'infinito, traduzione di Roberta Rambelli, introduzione di Sandro Pergameno, Cosmo Oro, n. 38, Editrice Nord, 1979,  p. 299, ISBN 88-429-0335-3.
- Frederik Pohl, La porta dell'infinito, traduzione di Roberta Rambelli, introduzione di Sandro Pergameno, I Premi Hugo, n. 7, Club degli Editori, 1988,  p. 308.